# Auzate
Auzate is een plaats (frazione) in de Italiaanse gemeente Gozzano.